# إصلاحات البوربون
إصلاحات البوروبون (بالقشتالية: Reformas Borbónicas) هي مجموعة من التشريعات الاقتصادية والسياسية الصادرة من عدة ملوك من آل بوربون الذين حكموا التاج الإسباني في القرن 18. والهدف هو تعزيز سلطة التاج مع حدود واضحة لصلاحيات المسؤولين، على النقيض من النظام المعقد للحكومات التي انشئت في ظل ملوك هابسبورغ. وقد واصل التاج سيادته وبالذات على الكنيسة الكاثوليكية مما أدى إلى قمع جمعية يسوع في عام 1767، بالإضافة إلى محاولة إلغاء الامتيازات الكنسية (fuero eclesiástico).
أدت الإصلاحات في إعادة هيكلة ضخمة للجسم الإداري وتكوين طاقمها. وكان الهدف من الإصلاحات هو تحفيز التصنيع والتقنية لتحديث اسبانيا. وقد اعتمدت الإصلاحات في أمريكا الإسبانية لجعل الجسم الإداري أكثر كفاءة وتعزز التنمية الاقتصادية والتجارية والأموال العامة. وقد فعل التاج ذلك ليكون له تأثير إيجابي على اقتصاد اسبانيا. وفوق ذلك، كان القصد من إصلاحات البوربون هو الحد من قوة الكريول وإعادة تأسيس سيادة الأسبانية على المستعمرات. حققت تلك الإصلاحات نتائج متباينة إداريا ولكنها نجحت في استعداء النخب المحلية في الأمريكتين (وتسمى الكريول) مما أدى في النهاية إلى زوال جميع مستعمرات التاج الإسباني.

## نهاية حقبة آل هابسبورغ
أصبحت إسبانيا في نهاية القرن 17 إمبراطورية واهنة، فواجهت انخفاض في الإيرادات وفقدان قوتها العسكرية، وحاكمها ملك ضعيف كارلوس الثاني فلم يكن لديه خلف ليحكم بعده. وكانت القوى الأوروبية قبيل وفاته في 1700 هيئوا أنفسهم لرؤية أي البيوت المالكة التي ستنجح في وضع مرشحها على العرش الإسباني وتنال تلك الإمبراطورية الشاسعة. فقد أراد كارلوس وهو على فراش الموت أن يرثه حفيد شقيقته ماريا تيريزا الفرنسي فيليب أنجو وهو حفيد لويس الرابع عشر. فنال لويس الرابع عشر على موافقة البابا لذلك الحفيد أن يرث العرش، ولكن أعقب ذلك اندلاع حرب الخلافة الإسبانية ونزاع في أوروبا وأمريكا الشمالية.

## بداية حقبة آل بوربون
سلمت إسبانيا بعد الحرب بعض من أراضيها الأوروبية ومنحت إنجلترا حق احتكار تجارة الرقيق الأفارقة إلى الأمريكتين. اتخذ فيليب الخامس ملك إسبانيا أول ملوك آل بوربون تدابير تهدف إلى مواجهة تراجع القوة الأسبانية. فحتى قبل الحرب كانت حالة الإمبراطورية متزعزعة. فعندما توفي كارلوس الثاني كان الجيش غير فعال أو معدوم عمليا، ويتكون من فرقة واحدة فقط؛ والخزانة مفلسة. ولم تشجع الدولة التجارة ولا الصناعة. فاحتاج فيليب الخامس ووزرائه إلى التحرك بسرعة لإعادة بناء تلك الإمبراطورية.

### التأثير الفرنسي
حافظ ملوك البوربون الإسبان على علاقات وثيقة مع فرنسا، فعينوا العديد من الفرنسيين مستشارين عندهم. وإن لم تتمكن الأفكار الفرنسية الجديدة في السياسة والعادات الاجتماعية أن تبدل كل القوانين والتقاليد الإسبانية لكنها أصبحت نموذجا هاما في كلا المجالين. ولذلك كان هناك دفق للبضائع والأفكار والكتب الفرنسية التي ساعدت في نشر أفكار التنوير في جميع أنحاء الإمبراطورية الأسبانية. بمعنى أن جميع الأنماط الفرنسية أتت في القرن التالي، وأدت إلى نوع جديد من الأشخاص وهم اتباع الفرنسة الذين رحبوا بالتأثيرات جديدة. إضافة إلى ذلك تعرضت موانئ أمريكا الإسبانية خلال حرب الخلافة لحصار من الأساطيل البريطانية والهولندية. فاتجهت إسبانيا إلى فرنسا لمساعدتها في تصدير السلع والبضائع. وتلك هي المرة الأولى في تاريخ إسبانيا الاستعماري أن تجارتها تكون في دولة أجنبية. فالعلاقة التجارية الجديدة حفز الاقتصاد الاستعماري، خصوصا أن شيلي.

## في أرض إسبانيا

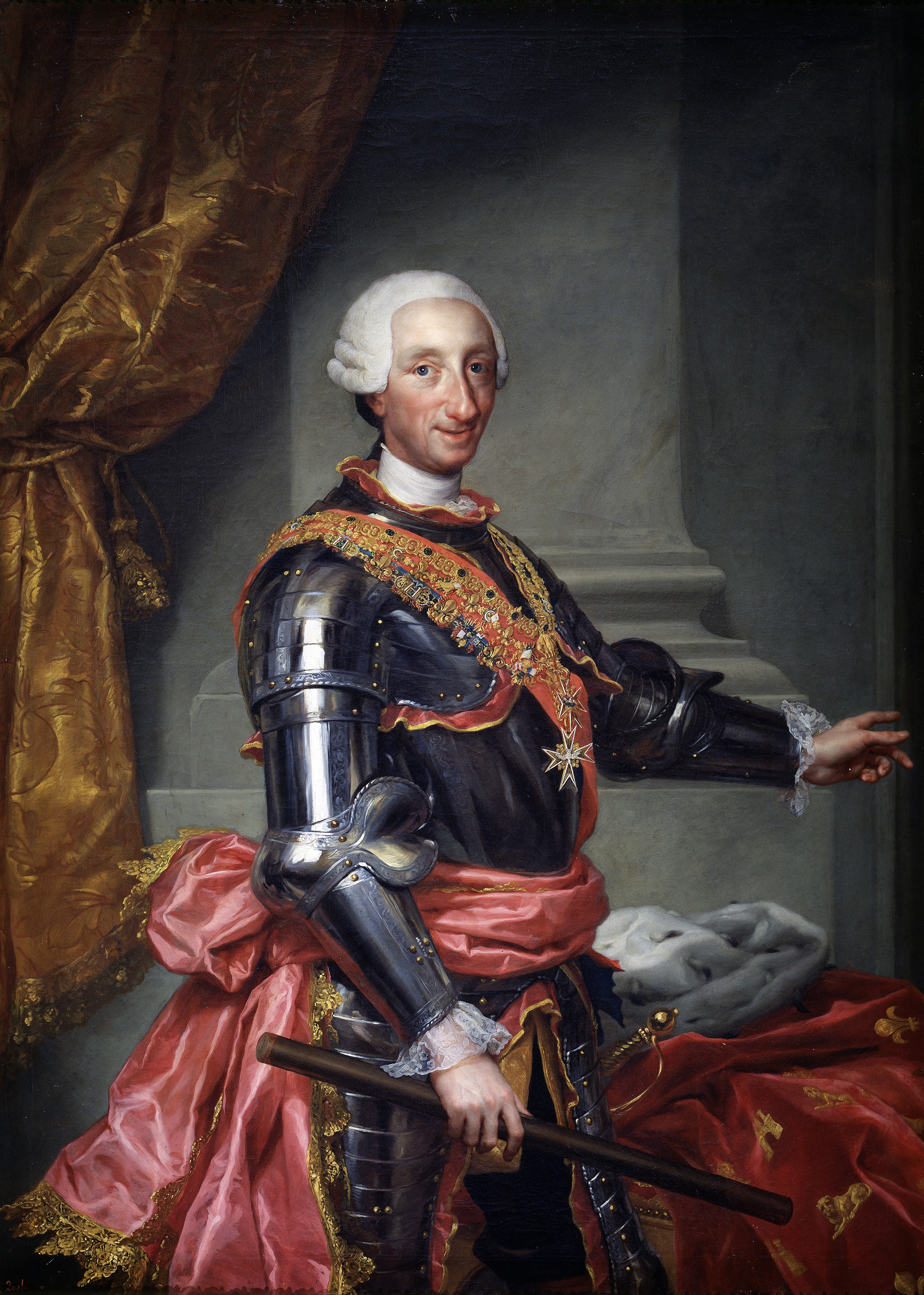
كارلوس الثالث ملك إسبانيا الذي بدأ برامج قوية للإصلاح.

بدأت الإصلاحات المبكرة بتحسين الهيكل الاقتصادي والسياسي في اسبانيا. حيث سعوا في تحديث الزراعة وبناء السفن والبنية التحتية للمراقبة والحث على التكامل الاقتصادي والتنمية على المستوى الوطني والإقليمي. للأسف تخلفت تلك الإصلاحات في إسبانيا.
تركت الإصلاحات الاجتماعية-الاقتصادية البلد خال تقريبا من أي رأس مال استثماري. فأعاقت تأميم الصناعات وهكذا تمزق النظام الطبقي. وإنه لا توجد أي طبقة وسطى وتباعدت الطبقات العليا عن السفلى بعدا كبيرا. ونتيجة للإصلاحات المبكرة تضائلت الدولة وتخلف معدل تقدمها إلى ماوراء الدول المجاورة لها مثل بريطانيا العظمى وفرنسا.
بدأ الفشل في إجراءات الإصلاح واضحا عندما خسرت إسبانيا في حكم كارلوس الثالث حرب السنوات السبع مع بريطانيا (1756-1763). سعى المستشارين شارل الثالث إلى تقارير أكثر تفصيلا لأراضي إسبانيا في الخارج / والآن أدركوا الحاجة إلى أخذها في الاعتبار كاملة. وشملت الموجة الجديدة من الإصلاحات استغلال أكبر للموارد في المستعمرات، وزيادة الضرائب، وفتح موانئ جديدة لايسمح أن تتاجر إلا مع اسبانيا، وإنشاء عدة احتكارات للدولة.

## في إسبانيا الأمريكية

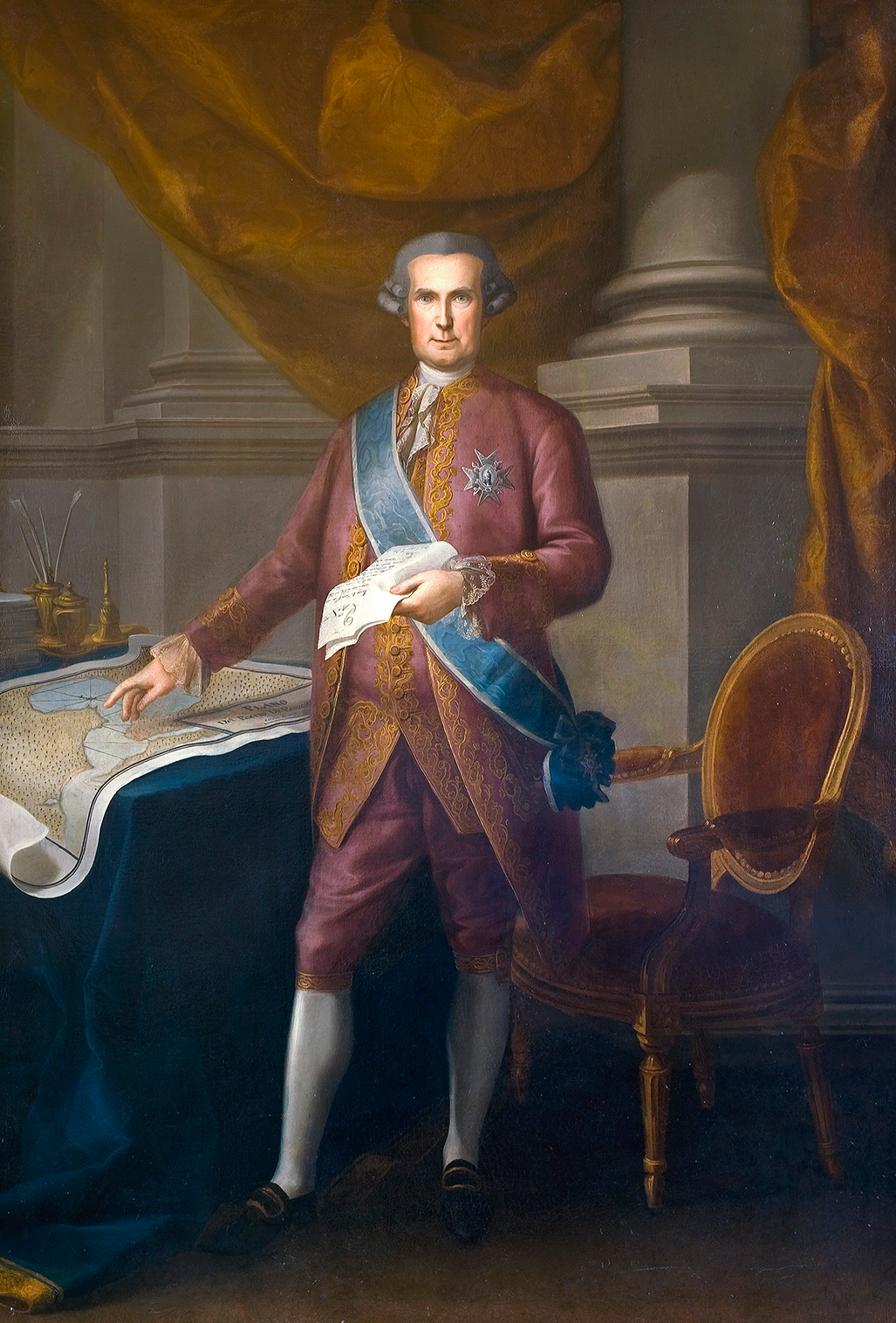
خوزيه دي جالفيز المفتش العام لإسبانيا الجديدة ولاحقا وزير الإنديز.

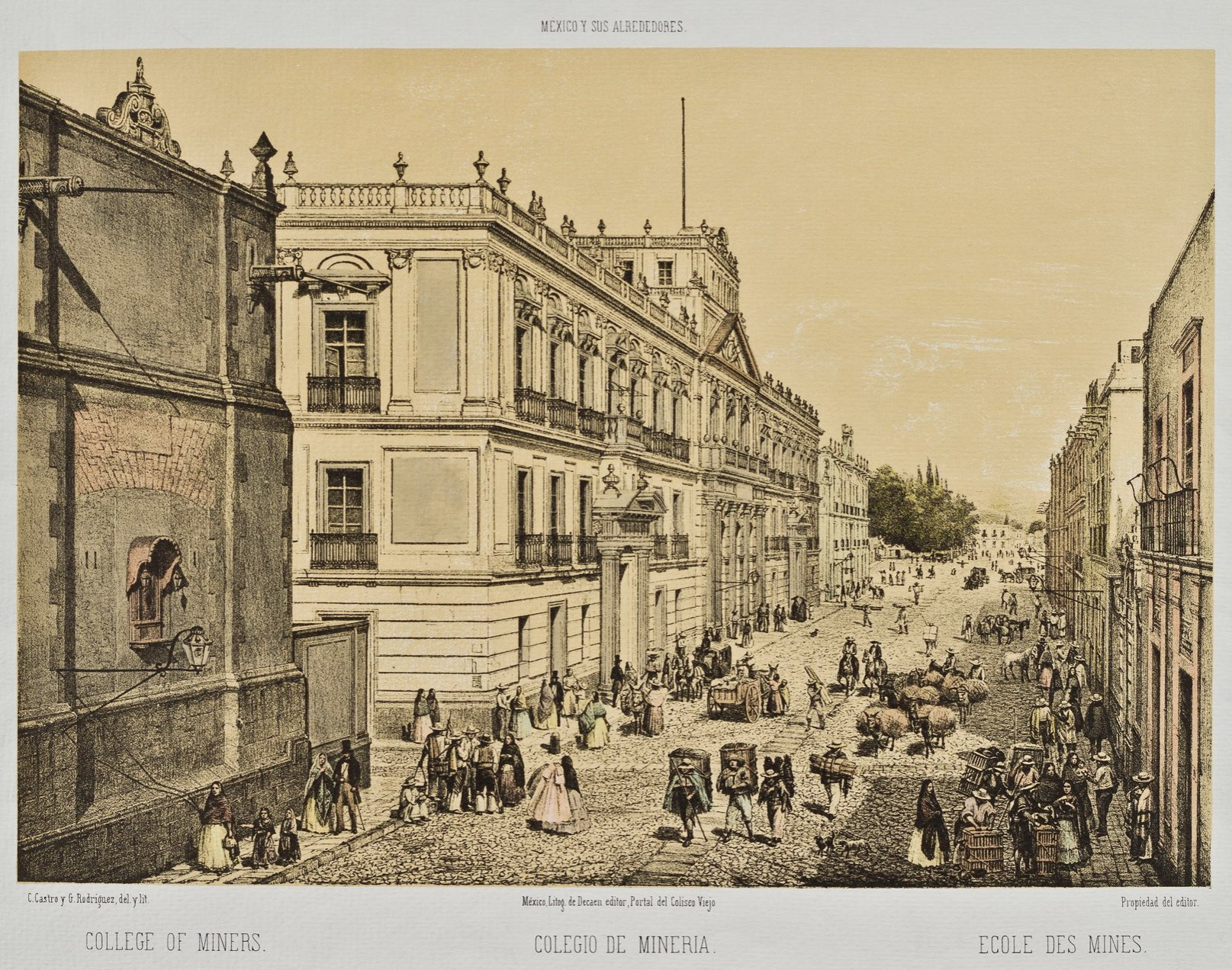
قصر التعدين في مكسيكو سيتي. حيث سعى التاج لجعل تعدين الفضة أكثر إنتاجية وسمو أقطاب الفضة; فأنشئت كلية التعدين ومحكمة المناجم الملكية.

في أمريكا الإسبانية كتب خوسيه ديل كامبايلو كتابه: النظام الجديد للحكومة الاقتصادية لأمريكا (Nuevo Sistema de gobierno económico para la América) (1743) وكان ذلك النص الأساسي للمواضيع المحددة. فقارن النظم الاستعمارية لكل من بريطانيا وفرنسا مع ماهو موجود في اسبانيا، فقد حصدتا منافع أكثر بكثير من أسبانيا. فقد طالب بإصلاح العلاقات الاقتصادية بين إسبانيا وبين مستعمراتها من أجل نظام أكثر إتجارية مثل الفرنسي جان بابتيست كولبير (1619-1683).
وقد وصفت إصلاحات البوربون بأنها «ثورة في الحكومة» للتغييرات الجذرية في هيكل الإدارة التي سعت لتعزيز سلطة الدولة الإسبانية، وتقليل قوة النخب المحلية لصالح أصحاب المناصب الحكومية في شبه الجزيرة الايبيرية، وزيادة العائدات للتاج.
وجاء الجزء الأكبر من التغيرات في أمريكا الإسبانية في النصف الثاني من القرن 18 بعد التفتيش العام لخوسيه دي غالفيز في إسبانيا الجديدة (1765-1771)، وقد عين فيما بعد وزيرا للإنديز. فالإصلاحات التي جرت في أسبانيا الجديدة قد طبقت تدريجيا في أماكن أخرى من أمريكا الإسبانية. وهناك قبلها عملية إصلاح بإنشاء مقاطعة للتاج الأسباني وهي غرناطة الجديدة (1717) حيث اقتطعت من إقليم البيرو لتحسين إدارة الممتلكات الإستعمارية. فإنشاء غرناطة الجديدة بدأ في 1717 ثم أزيلت بعدها بست سنوات، وأخيرا ظهرت مرة أخرى سنة 1739، وهي سبقت الإصلاحات التي جرت أواخر القرن. لقد كان تغييرا إداريا عكس الاعتراف (منذ أوائل القرن 16) بأن المنطقة الشمالية من أمريكا الجنوبية تعتبر بعيدة عن بيرو، وهو نوع من التحديات. لقد كان هناك إنشاءات سابقة لمقاطعات عامة في غواتيمالا وفنزويلا تدل على الزيادة في أهميتها. وفي 1776، اقتطعت مقاطعة من إقليم البيرو وهي الاختصاص الثاني ملكية ريو دي لا بلاتا البديلة وهو جزء من الإصلاح الإداري الشامل لخوسيه دي غالفيز. وأيضا أنشئت في ذات السنة مقاطعة العامة مستقلة في فنزويلا.
تركزت المسائل الاستعمارية في حكم كارلوس الثالث تحت وزارة واحدة، والتي لديها سلطة بعيدة عن سلطة مجلس الإنديز. وفوق ذلك فقد كان تقدم (الكريول) الأمريكان في تكوين الإدارات المحلية في القرن والنصف الماضية من مزادات المكاتب، والفحص يتم خلال التوظيف المباشر للمسؤولين الأسبان (يفترض أن يكون المسؤول نزيها وأكثر تأهيلا).
وبدأ كارلوس الثالث عملية صعبة في تغيير النظام الإداري المعقد لعائلة هابسبورغ الحاكمة السابقة. فاستبدل العمدة (Corregidores) واعتمد محلها بالفرنسية المتعهد (intendant). وكان لوجود المتعهدين مقصودا لزيادة اللامركزية في الإدارة على حساب نائب الملك والحاكم والقائد العام. وبما أن المتعهدين لهم مسؤولية مباشرة إلى التاج وتم منحهم صلاحيات كبيرة في المسائل الاقتصادية والسياسية. ثبت أن النظام المتعهدية فعالة في معظم المناطق وأدت إلى زيادة في تحصيل الإيرادات. واسندت مقاعد المتعهدية أساسا في المدن الكبيرة ومراكز تعدين ناجحة. معظم المتعهدين كانوا من سكان الأمريكتين لكن مواليد إسبانيا، مما أدى إلى تفاقم الصراع بينهم وبين الكريول، الذين يرغبون في الاحتفاظ بالسيطرة على بعض الإدارة المحلية. قلب الملكين كارلوس الثالث والرابع هذا التقدم المحرز للكريول في المحاكم العليا (Audiencias). ففي حكم الهابسبورغ، كان التاج يبيع مناصب المحاكم العليا audiencia إلى الكريول فأنهى ملوك البوربون تلك السياسة. بحلول 1807 "هناك فقط اثني عشر من تسعة وتسعين أعضاء المحاكم العليا هم من الكريول."
وفيما يتعلق بالاقتصاد، فقد كان تحصيل الضرائب أكثر كفاءة في ظل نظام المتعهدية. ثم أنشأ كارلوس الثالث «مرسوم التجارة الحرة» في 1778 الذي يسمح لموانئ أمريكا الأسبانية بالتجارة مع بعضها البعض ومع معظم موانئ إسبانيا. لذلك، "فالتجارة لن تقتصر على أربعة منافذ إستعمارية (فيراكروز وقرطاجنة وليما / كالاو وبنما)." وقدمت الدولة تخفيضات ضريبية لصناعة الفضة. ثم أثبت التبغ أنه محصول ناجح بعد توسيع احتكارات الدولة. أيضا فإن العديد من المستعمرات بدأت في إنتاج وفرة من المصادر الغذائية اولذي أصبح حيويا للعديد من الدول الأوروبية والمستعمرات البريطانية في أمريكا الشمالية والبحر الكاريبي على الرغم من حقيقة أن معظم هذه التجارة تعتبر مهربة مالم تحمل على السفن الإسبانية. حاول معظم ملوك البوربون حظر هذه التجارة من خلال برامج مختلفة مثل زيادة إيرادات الجمارك لكن دون جدوى.
بالكاد كان هناك جيش بالمنظور العملي لأسبانيا الأمريكية قبل الإصلاحات بوربون، ومالديها هو غير متناسق ومتناثر. فأنشا البوربون ميليشيا أكثر تنظيما ونشرت لأول مرة ضباط من إسبانيا ولكنها سرعان مانهارت عندماأخذ السكان المحليين معظم المناصب. ثم أصبحت الميليشيات الاستعمارية مصدر هيبة للكريول المتعطشين. فالتسلسل الهرمي للجيش هو تسلسل عنصري. وغالبا ما تنشأ الميليشيات من الأعراق، هناك ميليشيات للبيض وأخرى للسود ومختلطي العرق. وجميع ضباط الرتب العليا هم إسبانيو المولد بينما يحتل الكريول المراحل الثانوية بالقيادة.
كما شكل البوربون حكومة أكثر علمانية. وقد تضاءل دور الكنيسة السياسي ولكن لم يزاح بالكامل. على عكس الهابسبورغ الذين غالبا مايختارون رجال الكنيسة لشغل مناصب سياسية، أما البوربون فهم يفضلون تعيين أشخاص من ذوي الخلفية العسكرية. ووصل الخلاف إلى نقطة الاحتكاك بقمع جمعية اليسوعيون في 1767. فالجمعية كانت من أغنى الجماعات الدينية وقامت بدور فعال في العمل التبشيري في الأمريكتين والفلبين. لأنهم كانوا من المنافسين الأقوياء في الكنيسة، فقرار فصلهم تم بموافقة سرية. حاول التاج أيضا وضع المزيد من رجال الدين العلمانيين في التسلسل الهرمي للكنيسة، ومبطلين الإتجاه منذ بداية الفترة الاستعمارية بوجود رجال الدين نظاميين لملء تلك الوظائف. وعموما كان لهذه التغيرات تأثير بسيط على الكنيسة بالكل. وفي نهاية عهد بوربون وعند "عشية الاستقلال، حاول التاج مصادرة ممتلكات الكنيسة، ولكن هذا الإجراء أثبت أنه صعب تطبيقه."

## التأثير
بالرغم من أن التشريعات التي أقرها البوربون قد فعلت الكثير لإصلاح الإمبراطورية، إلا أنه لم يكن كافيا لإنقاذها. واستمرت التوترات العرقية تنمو باضطراد، ولايزال هناك استياء واسع، وأهمها تمرد توباك أمارو الثاني وثورة العوام. أدى استياء العديد من الناس إلى توحدهم وقادوا العديد من الثورات. فقد كان الكريول ومستيزو والهنود هم أكثر الناس مشاركة في مثل تلك الثورات. مع مرور الوقت، أدت تلك الثورات إلى حروب الاستقلال الإسبانية الأمريكية.

## قائمة المراجع

### الإقتصاد
- Brading, D. A. Haciendas and Ranchos in the Mexican Bajío: León, 1700-1860. Cambridge, 1978. (ردمك 978-0-521-22200-6)
- Brading, D. A. Miners and Merchants in Bourbon Mexico, 1763-1810. Cambridge, Cambridge University Press, 1971. (ردمك 978-0-521-07874-0)
- Buechler, Rose Marie. The Mining Society of Potosí, 1776-1810. Ann Arbor, Syracuse University, 1981. (ردمك 978-0-8357-0591-2)
- Deans-Smith, Susan. Bureaucrats, Planters, and Workers: The Making of the Tobacco Monopoly in Bourbon Mexico. Austin, University of Texas Press, 1992. (ردمك 978-0-292-70786-3)
- Fisher, John R. Commercial Relations between Spain and Spanish America in the Era of Free Trade, 1778-1796. Liverpool, University of Liverpool, 1985. (ردمك 978-0-902806-12-2)
- Fisher, John R. Silver Mines and Silver Miners in Colonial Peru, 1776-1824. Liverpool, 1977. (ردمك 978-0-902806-06-1)
- Fisher, John R. Trade, War, and Revolution: Exports from Spain to Spanish America, 1797-1820. Liverpool, University of Liverpool, 1992. (ردمك 978-0-902806-22-1)
- Liss, Peggy K. Atlantic Empires: The Network of Trade and Revolution, 1713-1826. Baltimore, 1983. (ردمك 978-0-8018-2742-6)
- Ringrose, David. Spain, Europe and the "Spanish Miracle," 1700-1900. Cambridge, Cambridge University Press, 1996. (ردمك 978-0-585-04069-1)
- Socolow, Susan Migden. The Merchants of Buenos Aires, 1778-1810: Family and Commerce. Cambridge 1978. (ردمك 978-0-521-21812-2)
- Van Young, Eric. Hacienda and Market in Eighteenth Century Mexico: The Rural Economy of Guadalajara, 1675-1820. Berkeley, 1981. (ردمك 978-0-520-04161-5)

### حكومة
- Andrien, Kenneth J. The Kingdom of Quito, 1690-1830: The State and Regional Development. Cambridge, Cambridge University Press, 1995. (ردمك 978-0-521-48125-0)
- Barbier, Jacques A. Reform and Politics in Bourbon Chile, 1755-1796. Ottawa, University of Ottawa Press, 1980. (ردمك 978-2-7603-5010-6)
- Brown, Kendall W. Bourbons and Brandy: Imperial Reform in Eighteenth-Century Arequipa. Albuquerque, University of New Mexico Press, 1986. (ردمك 978-0-8263-0829-0)
- Burkholder, Mark A. and D. S. Chandler. From Impotence to Authority: The Spanish Crown and the American Audiencias, 1687-1808. Columbus, University of Missouri Press, 1977. (ردمك 978-0-8262-0219-2)
- Fisher, John R. Government and Society in Colonial Peru: The Intendant System, 1784-1814. London, Athlone Press, 1970. (ردمك 978-0-485-13129-1)
- Fisher, Lillian Estelle. The Intendant System in Spanish America. Berkeley, University of California Press, 1929.
- Floyd, Troy S. (ed.). The Bourbon Reformers and Spanish Civilization; Builders or Destroyers? Boston: Heath, 1966.
- Hamnett, Brian R. Politics and Trade in Southern Mexico, 1750-1821. Cambridge, Cambridge University Press, 1971. (ردمك 978-0-521-07860-3)
- Lynch, John.. Spanish Colonial Administration, 1782-1810: The Intendant System in the Viceroyalty of the Río de la Plata. London, Athlone Press, 1958.
- McFarlane, Anthony. Colombia before Independence: Economy, Society, and Politics under Bourbon Rule. Cambridge, Cambridge University Press, 1993. (ردمك 978-0-521-41641-2)
- McKinley, P. Michael. Pre-Revolutionary Caracas: Politics, Economy, and Society, 1777-1811. Cambridge Cambridge University Press, 1985. (ردمك 978-0-521-30450-4)

### عسكرية
- Archer, Christon I. The Army in Bourbon Mexico, 1760-1810. Albuquerque, University of New Mexico Press, 1977. (ردمك 978-0-8263-0442-1)
- Campbell, Leon G. The Military and Society in Colonial Peru, 1750-1810. Philadelphia, American Philosophical Society, 1978. (ردمك 978-0-87169-123-1)
- Kuethe, Allan J. Military Reform and Society in New Granada, 1773-1808. Gainesville, University of Florida Press, 1978. (ردمك 978-0-8130-0570-6)
- Kuethe, Allan J. Cuba, 1753-1815: Crown, Military and Society. Knoxville, University of Tennessee Press, 1986. (ردمك 978-0-87049-487-1)

### مجتمع
- Brading, D. A. Church and State in Bourbon Mexico: The Diocese of Michoacán, 1749-1810. Cambridge, Cambridge University Press, 1994. (ردمك 978-0-521-46092-7)
- Farris, Nancy M. Crown and Clergy in Colonial Mexico, 1759-1821: The Crisis of Ecclesiastical Privilege. London, Athlone Press, 1968. (ردمك 978-0-485-13121-5)
- Ladd, Doris M. The Mexican Nobility at Independence, 1780-1826. Austin, 1976. (ردمك 978-0-292-75027-2)
- Seed, Patricia. To Love Honor and Obey in Colonial Mexico: Conflicts Over Marriage Choice, 1574-1821. Stanford, Stanford University Press, 1988. (ردمك 978-0-8047-1457-0)
- Premo, Bianca, "Children of the Father King: Youth, Authority and Legal Minority in Colonial Lima," Chapel Hill, University of North Carolina Press, 2005 IBSN 978-0-8078-5619-2

| سبقه إسبانيا هابسبورغ | حقب التاريخ الإسباني إصلاحات البوربون | تبعه إسبانيا خلال حرب الإستقلال الإسبانية |